# Postal (film)
Postal is een Amerikaans-Canadees-Duitse zwartkomische actiefilm uit 2007 geregisseerd door Uwe Boll. De film is gebaseerd op de computerspellen Postal en Postal 2.

## Verhaal
The Postal Dude wordt niet aangenomen bij een sollicitatiegesprek en dan komt hij er ook nog achter dat zijn vrouw vreemdgaat. Hij heeft een plan om rijk te worden zodat hij zijn woonplaats Paradise (Arizona) voor altijd kan verlaten.

## Rolverdeling
| Acteur                 | Personage           |
| ---------------------- | ------------------- |
| Zack Ward              | The Postal Dude     |
| Dave Foley             | Oom Dave            |
| Chris Coppola          | Richard             |
| Jackie Tohn            | Faith               |
| J.K. Simmons           | Kandidaat Welles    |
| Verne Troyer           | Zichzelf            |
| Larry Thomas           | Osama bin Laden     |
| David Huddleston       | Peter               |
| Seymour Cassel         | Paul                |
| Ralf Möller            | Agent John          |
| Chris Spencer          | Agent Greg          |
| Michael Paré           | Bedelaar            |
| Erick Avari            | Habib               |
| Lindsay Hollister      | Bediende            |
| Brent Mendenhall       | George W. Bush      |
| Rick Hoffman           | Mr. Blither         |
| Michael Benyaer        | Mohammed            |
| Uwe Boll               | Zichzelf            |
| Vince Desiderio        | Krotchy/zichzelf    |
| Carrie Genzel          | Reporter Gayle      |
| Mike Dopud             | Veiligheidsagent #2 |
| Richard Ian Cox        | Koffieklant         |
| Julia Sandberg Hansson | Mitzi               |
| George Buza            | Stuckmore           |

## Ontvangst
De grote meerderheid van de recensenten vond de film bijzonder slecht, hoewel gezegd werd dat het voor een film van Uwe Boll nog wel mee viel.